# Чернь зеленоголова
Чернь зеленоголова, або нирок Бера (Aythya baeri) — вид птахів родини качкових (Anatidae). Вид названий на честь естонського натураліста XIX століття Карла Бера.

## Поширення
Качка гніздиться на Далекому Сході Росії, в Маньчжурії та на півночі Кореї. Зимує в Японії, за винятком о.Хоккайдо, на півдні Корейського півострова, на східному узбережжі Китаю, в долині річки Янцзи і низов'ях Гангу. Віддає перевагу гніздуванню на озерах з очеретом і багатою водною рослинністю, розташованих в заплавах річок.

## Опис
Це невелика качка вагою до 350—450 г. Темно забарвлена, з характерним білим дзеркальцем на крилі, у селезня у шлюбному вбранні зоб і передня частина грудей рудо-каштанового забарвлення. Дзьоб сірий з чорною основою, лапи темно-сірі.

## Спосіб життя
У місцях гніздування чернь зеленоголова з'являється в кінці березня-квітні, а масовий приліт відбувається у кінці квітня-початку травня. Для цієї качки характерні ключові польоти самців і самок перед гніздуванням. У кладці близько 10 яєць, сама кладка добре вкривається пухом. Яйця схожі за кольором на яйця черні білоокої, але більші.